# 丁卡尔·库拉尔
丁卡尔·库拉尔（英語：Dinkar Khullar，1954年8月11日—），印度前外交官，曾任印度外交部西方秘书，印度驻比利时、卢森堡和欧洲联盟大使，印度驻奥地利、黑山和常驻联合国维也纳办事处和其他国际组织代表，印度驻保加利亚和前南斯拉夫马其顿共和国大使、印度驻阿塞拜疆大使等职务。

## 经历
1954年8月11日，丁卡尔·库拉尔出生于印度新德里。1970年至1973年，就读于德里聖斯蒂芬學院，学习经济学；后在德里经济学院取得硕士学位。1975年至1978年，库拉尔在德里聖斯蒂芬學院担任经济学讲师。除了英语和印度语言，库拉尔还掌握俄语和意大利语。
1978年，库拉尔进入印度外事服务。1978年至1999年间，库拉尔除了被派驻在莫斯科、罗马和首尔的印度使馆工作，也曾在印度国内的外交部、经济部、商业部和总理办公室任职。1999年10月8日至2002年12月18日，担任印度驻阿塞拜疆大使。
2002年10月21日，库拉尔被任命爲印度駐保加利亞大使，兼任印度駐前南斯拉夫馬其頓共和國大使。2003年2月至2006年7月，任印度駐保加利亞大使兼駐前南斯拉夫馬其頓共和國大使。2006年至2009年，库拉尔主管外交部非洲、西歐、行政和领事、护照与签证等部門。
2009年9月8日，被任命爲下一任印度駐奧地利大使，兼任印度駐黑山大使。他還擔任印度常駐聯合國維也納辦事處代表。2009年12月至2012年8月，任印度駐奧地利大使和印度常驻维也纳联合国和其他国际组织代表。2012年6月28日，庫勒爾被任命爲下一任印度駐比利時大使兼駐歐洲聯盟理事會和欧洲联盟委员会大使，兼任印度駐盧森堡大使。2012年9月4日至2013年10月13日，担任印度驻比利时、卢森堡和欧洲联盟大使。2013年10月，被任命为外交部西方秘书，10月14日就任。2014年8月退休。

## 个人生活
兄长拉胡尔·库拉尔（1953年—2021年）为印度行政服務官员，原印度电信监管局主席。
已婚，妻子马拉（Mala）是研究性别、教育和发展的学者，两人育有一子。